# Düsseldorf Bulldozer
Die Düsseldorf Bulldozer sind American-Football-Verein und ehemaliger Bundesligist aus Düsseldorf in Nordrhein-Westfalen.
Der Verein wurde im Jahre 1979 gegründet und hat (Stand 2019) knapp 170 Mitglieder. Er ist somit einer der ältesten noch bestehenden Footballvereine Europas. In den 1980er Jahren war man in der höchsten Spielklasse Deutschlands erfolgreich und ist seit den 1990er Jahren in vor allem in den dritten bis fünften Spielklassen des Landes vertreten. Der Aufstieg in die drittklassige Regionalliga scheiterte in der Saison 2005 knapp mit zwei Niederlagen gegen die Paderborn Dolphins in der Relegation.
Die Herrenmannschaft spielte von 2004 bis 2008 in der Oberliga NRW, stieg aber in dieser Spielzeit ab, sodass man 2009 in der fünftklassigen Verbandsliga antreten musste. Der direkte Wiederaufstieg wurde verpasst; durch einen Entscheid der Ligenleitung und aufgrund des Rückzugs des eigentlichen Aufsteigers, den Aachen-Düren Demons, wurden die Düsseldorf Bulldozer allerdings wieder eine Klasse höher eingestuft. Die Spielzeit des Jahres 2010 wurde damit erneut in der vierthöchsten deutschen Liga bestritten. Die Mannschaft erreichte den fünften Platz und somit den Klassenerhalt, der bisherige Headcoach Jim Yahrling beendete seine erfolgreiche Zusammenarbeit und wechselte in den Jugendbereich des NRW-Verbandes. Als Nachfolger wurde Matthias Klahr verpflichtet. In der darauffolgenden Saison 2011 zog man im direkten Vergleich gegen den Abstiegskonkurrenten Cologne Falcons II den Kürzeren und musste wie schon 2008 den Gang in die fünftklassige Verbandsliga NRW antreten. Zur Spielzeit 2012 war eigentlich der direkte Wiederaufstieg das Ziel. Doch der Erfolg blieb aus: die Bulldozer schlossen die Saison mit nur einem Sieg bei neun – wenn auch teils knappen – Niederlagen ab und mussten den bitteren Abstieg in die Landesliga und damit die niedrigste NRW-Spielklasse hinnehmen. Die Spielzeit 2013 wurde nach zahlreichen Abgängen zunächst als Konsolidierungsjahr angesehen. Doch nach einer knappen Auftakt-Niederlage gewannen die Düsseldorf Bulldozer die übrigen neun Saisonspiele und realisierten somit den direkten Wiederaufstieg in die Verbandsliga NRW.
In der Saison 2014 konnte man nicht an die Leistungen des Vorjahres anknüpfen und schloss die Spielzeit erneut mit dem sechsten Platz in der Verbandsliga und dem direkten Abstieg ab. Der erneute Gang in die Landesliga hatte den Abgang zahlreicher Leistungsträger zur Folge, so dass die Bulldozer 2015 mit einem fast vollständig neuformierten und sehr jungen Team ohne festen Headcoach antraten. In der Landesliga-Saison konnte man daher nur einen Sieg verbuchen und schloss die Spielzeit als Tabellenletzter ab – dennoch hatte man erneut den Spielbetrieb fortgesetzt und gehört damit zu den wenigen Teams, den dies seit ihrer Gründung gelungen ist. Im Herbst 2015 wurde der ehemalige Headcoach der Düsseldorf Panther, Wolfgang Best, verpflichtet. Seit 2015 wurde eine deutliche sportliche und wirtschaftliche Konsolidierung erreicht. Zwischen 2017 und 2019 gelangen drei Aufstiege in Folge, so dass die Bulldozer 2023 in der drittklassigen Regionalliga NRW vertreten sind.

## Teams im AFC Düsseldorf Bulldozer
Neben dem Seniorenteam unterhielt der Verein von 2009 bis 2014 eine Frauenabteilung, die Düsseldorf Blades. Sie kämpfte sich 2010 ungeschlagen bis ins Finale der 1. Bundesliga der Frauen vor und musste sich dort den Berlin Kobras geschlagen geben. Auch in den Jahren 2011 und 2012 erreichte man jeweils das Finale, unterlag aber erneut den Berlin Kobra Ladies. Damit ist man dreimaliger deutscher Vizemeister. Der Spielbetrieb wurde im Jahre 2014 jedoch nach einem Spiel eingestellt und die gesamte Damenabteilung zum 31. Dezember 2014 aufgelöst. Die ehemaligen Spielerinnen und Trainer verteilten sich überwiegend auf die Mülheim Shamrocks und das im September 2014 gegründete Düsseldorf Panther Frauenfootballteam.
Seit 2012 gibt es eine Mixed-Senior-Flag-Football-Mannschaft (ab 16 Jahren), die in der NRW-Flag-Football-Liga und der Deutschen Flag-Football-Liga (DFFL) antritt.
Zudem unterhalten die Bulldozer eine Jugendabteilung, die 2019 mit einem U16-Team und U19-Team (in einer Spielgemeinschaft mit den Neuss Gladiators) am Spielbetrieb des American-Football-Verbandes NRW teilnimmt.

## Bisherige Erfolge
In den Jahren von 1984 bis 1990 spielten die Düsseldorf Bulldozer in der 1. Bundesliga, der heutigen GFL. 1984 erreichten sie das Viertelfinale um die deutsche Meisterschaft, 1988 und 1989 das Achtelfinale.
Das Jugendteam wurde 1984 deutscher Jugendmeister.